# Eric Morris
Eric « Monty » Morris est un chanteur jamaïcain de ska et de rocksteady. Il fait partie des premiers chanteurs de l'industrie musicale jamaïcaine. Il travailla pour presque tous les producteurs insulaires Clement Dodd (Enna Bella), Duke Reid (Penny Reel-O et Strongman Samson), Prince Buster (Humpty Dumpty), Leslie Kong, Byron Lee (Oil In My Lamp), Sonia Pottinger (Put On Your Best Dress), King Edwards (Too Late et Ungodly People), Joe Gibbs (Cinderella) et Clancy Eccles (My Lonely Days et Say What You're Saying). Il représentera la Jamaïque à la foire internationale de New York 1964-1965 avec Jimmy Cliff, Millie Small, les Blues Buster, Prince Buster accompagnés du groupe de musiciens Byron Lee & the Dragonnaires. Au cours des années 1970, il enregistre quelques titres avec les Wailers.